# Crossopetalum rostratum
Crossopetalum rostratum là một loài thực vật có hoa trong họ Dây gối. Loài này được (Urb.) Rothm. mô tả khoa học đầu tiên năm 1944.